# Simopone fulvinodis
Simopone fulvinodis är en myrart som beskrevs av Santschi 1923. Simopone fulvinodis ingår i släktet Simopone och familjen myror. Inga underarter finns listade i Catalogue of Life.